# Höllvikens IBF
Höllvikens IBF ist ein schwedischer Sportverein aus Höllviken in der Gemeinde Vellinge. Die Herrenmannschaft spielt in der Svenska Superligan, der höchsten schwedischen Spielklasse.

## Geschichte

### Gründung
Der Verein wurde 2008 gegründet. Unihockey wurde allerdings zuvor unter einem anderen Sportverein gespielt. In der ersten Saison gelang der Herrenmannschaft der Aufstieg von der Division 3 in die Division 2 nur knapp nicht. Nach der Reorganisation der schwedischen Unihockeyliga spielte man ab 2010 in der Division 1, der dritthöchsten schwedischen Liga. 2012/13 dominierte der Verein aus Höllviken die Division 1 Södra Götaland und stieg in die Allsvenskan auf.

### Allsvenskan und Svenska Superligan
Bereits in der ersten Saison in der Allsvenskan Södra gelang den Herren mit dem vierten Tabellenrang die Qualifikation für die SSL und stieg als Team mit den wenigsten Punkten in die höchste Liga auf. Nach nur einer Saison musste sich die Herrenmannschaft als 13. in der Tabelle wieder aus der Superligan verabschieden. Mit einer starken Saison 2015/16 in der Allsvenskan Södra sicherte sich Höllvikens den erneuten Aufstieg in die SSL. In der Saison erreichte die Mannschaft den 12. Schlussrang, welcher den Verbleib in der höchsten schwedischen Unihockeyliga sicherstellt. Dabei klassierte man sich vor zwei ehemaligen Topclubs.

## Stadion
Die Mannschaften von Höllviken spielen nach Möglichkeit in der Halörhallen. Sie verfügt über eine Kapazität von 800 Plätzen. Alternativ steht dem Verein ebenfalls die Gyahallen zur Verfügung.

## Statistiken

### Zuschauer
| Jahr    | ø   |
| ------- | --- |
| 2015/16 | 347 |
| 2016/17 | 628 |

### Topscorer
| Jahr    | Name                 | Sp | T  | A  | P  |
| ------- | -------------------- | -- | -- | -- | -- |
| 2015/16 | Daniel Persson       | 22 | 25 | 35 | 60 |
| 2016/17 | Johannes Wilhelmsson | 32 | 26 | 33 | 59 |